# Liste der Einträge im National Register of Historic Places im Stark County (Illinois)

Lage des Stark County in Illinois

Die Liste der Einträge im National Register of Historic Places im Stark County in Illinois führt alle Bauwerke und historischen Stätten im Stark County auf, die in das National Register of Historic Places aufgenommen wurden.
| [ 2 ] | Name                                        | Bild                                        | Eintragsdatum        | Lage                                       | Ort     | Beschreibung                                                |
| ----- | ------------------------------------------- | ------------------------------------------- | -------------------- | ------------------------------------------ | ------- | ----------------------------------------------------------- |
| 1     | Chicago, Burlington & Quincy Railroad Depot | Chicago, Burlington & Quincy Railroad Depot | 1987 ID-Nr. 87000650 | Williams Street 41° 3′ 40″ N, 89° 46′ 6″ W | Wyoming | Frühere Station der Chicago, Burlington and Quincy Railroad |